# Rourea radlkoferiana
Rourea radlkoferiana är en tvåhjärtbladig växtart som beskrevs av Karl Moritz Schumann. Rourea radlkoferiana ingår i släktet Rourea och familjen Connaraceae. Inga underarter finns listade i Catalogue of Life.